# ÖBB 1044/1144
Die Lokomotiven der Reihen 1044 und 1144 der Österreichischen Bundesbahnen (ÖBB) sind vierachsige elektrische Universallokomotiven, die von Simmering-Graz-Pauker entwickelt und in Graz gebaut wurden. Sie wurden von Beginn an österreichweit vor allen Zugarten eingesetzt und waren ein Meilenstein im Lokomotivbau. Zur Zeit der Indienststellung gehörten sie zu den leistungsstärksten vierachsigen Elektrolokomotiven der Welt und waren bis zur Beschaffung der Reihen 1016 und 1116 das Paradestück der ÖBB.

## Geschichte
Ende der 1960er Jahre setzte ASEA in Schweden mit der Steuerung der Fahrmotore über Thyristorbrücken neue Maßstäbe im Elektrolokomotivbau. Nachdem die 10 Loks der Reihe 1043 aus Schweden an die ÖBB übergeben wurden, beschlossen die ÖBB aufgrund der guten Erfahrungen nur noch Loks mit Thyristortechnik zu beschaffen. Daher beauftragten die ÖBB basierend auf der Reihe 1043, einer auf Thyristorsteuerung umgebauten Diodenlokomotive Re 4/4 der Lötschbergbahn sowie der damals neu ausgelieferten Lok Ge 4/4 II mit Thyristortechnik der Rhätischen Bahn zwei Prototypen bei der österreichischen Lokomotivindustrie. Diese beiden Prototypen wurden in den Jahren 1974 und 1975 als 1044.01 und 1044.02 übernommen und in Dienst gestellt. Erstere bekam hierbei eine Achtbrückenschaltung und letztere eine Vierbrückenschaltung. Die Serienfahrzeuge folgten dem Konstruktionsprinzip des zweiten Prototyps 1044.02, wobei für die Fahrmotoren ein einfacherer Wicklungsaufbau gewählt wurde. Ab 1978 wurden die Serienloks beginnend mit der 1044.03 in Dienst gestellt.
Im Jahr 1978 traten Radreifenbrüche bei den Lokomotiven 1044.03 bis 1044.20 auf. Während man ursprünglich annahm, dass ein Herstellungsfehler die Ursache wäre stellte sich heraus, dass die Risse von den in den Radreifen eingeschlagenen Fabrikationsnummern ausgingen wie es schon bei Lokomotiven der Reihe 1110 der Fall war. Hierbei wurde die Struktur des Reifens durch das Einschlagen der Punze so stark zerstört, dass bei hoher Beanspruchung die kleine Vertiefung im Radreifen einrisslösend wirkte. Als Sofortmaßnahme wurden die Nummern aus den Radreifen ausgeschliffen. Bei den neugebauten Maschinen ab der 1044.27 wurde die Lokomotiven bereits ab Werk mit nicht punzierten Radreifen ausgestattet. Trotzdem traten weiterhin Radereifenbrüche auf, weswegen ab der 1044.51 Monoblocräder (ohne Eindrehrille) zum Einsatz kamen und sämtliche Lokomotiven im Laufe der Jahre umgerüstet wurden.
In den Wintern 1979/80 und 1980/81 hatten die Lokomotiven mit schweren Problemen mit der Luftansaugung und eindringender Feuchtigkeit zu kämpfen. Alle diese Mängel erforderten Änderungen an der Konstruktion, die letztlich Erfolg zeigten. Um zu verhindern, dass im Winter Flugschnee in die Lok gesaugt wird, wurden ab der 1044.71 neue, höhere Luftansauggitter in verschiedenen Bauformen installiert. Außerdem wurden Zyklonabscheider eingebaut um bei den 1044.01 bis 1044.70 die Konstruktion der Luftansauggitter nicht ändern zu müssen.

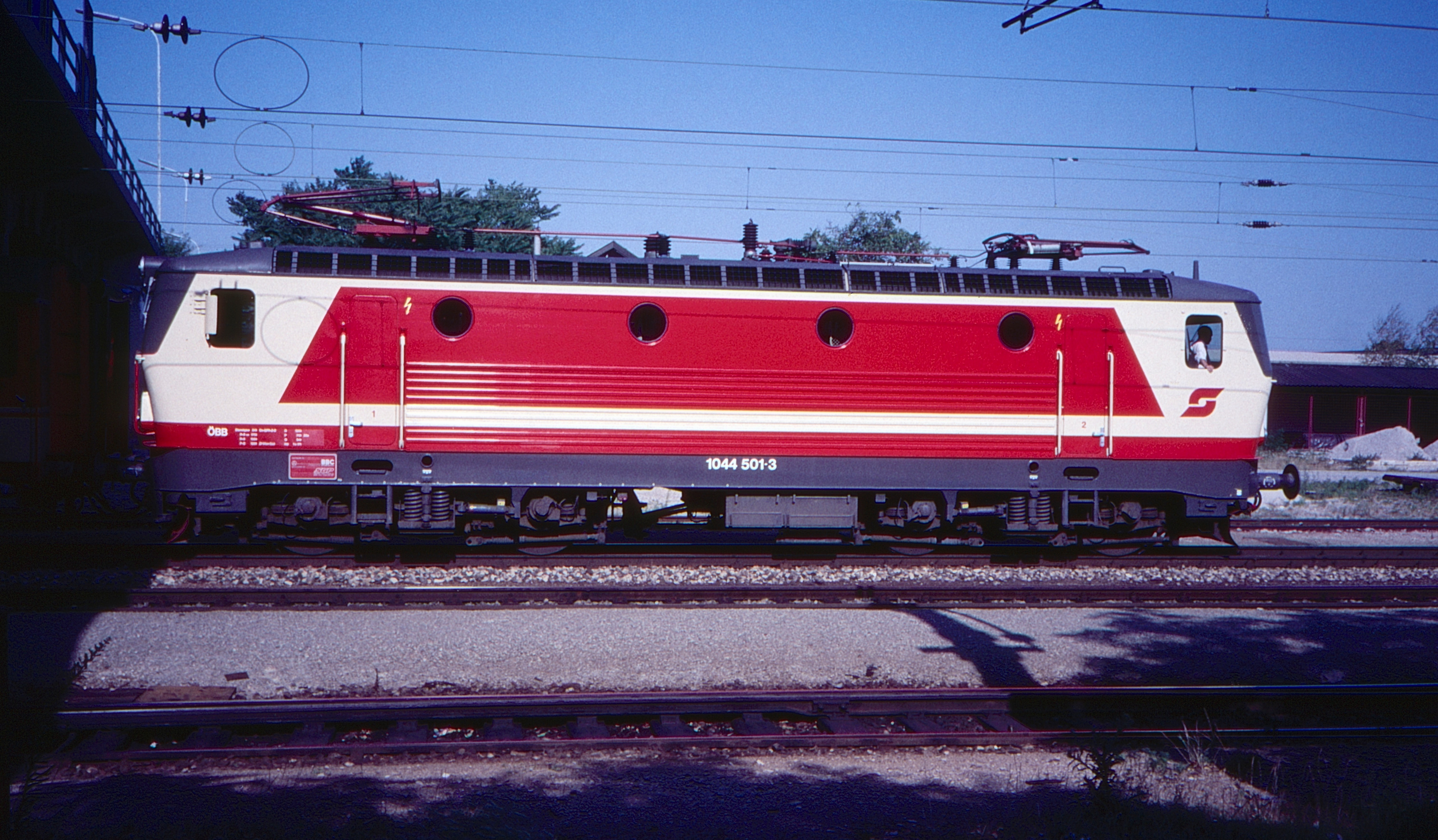
Schnellfahrlok 1044 501-3 im Bahnhof Leobersdorf. (Über Führerstand 1 befindet sich ein spezieller Stromabnehmer für die Schnellfahrten)

Bis 1987 wurden insgesamt 126 Lokomotiven (1044.01 bis 1044.126) gebaut. Während die 1044.02 später als Ersatzteilspender für 1044.43 diente, wurde die Prototypenlok 1044.01 1987 zu einer Schnellfahrversuchslokomotive umgebaut und erhielt die Nummer 1044.501, sie erreichte in Tests eine Geschwindigkeit von 241,25 km/h. Die Federantriebe wurden dabei durch AEG-Geaflex-Elemente ersetzt, neue bündige Stirnscheiben aus Panzerglas, sowie ein Stromabnehmer für die Schnellfahrten eingebaut. Die Höchstgeschwindigkeit wurde auf 220 km/h festgesetzt. 1996 wurde sie wegen Antriebsschäden abgestellt und später wieder auf Normaldrehgestelle zurückgebaut. 2002 wurde sie ausgemustert und ist nun im Eisenbahnmuseum Strasshof zu besichtigen.
Von 1989 bis 1995 wurden weitere 90 Lokomotiven gebaut (1044.201 bis 1044.290), die sich von den früheren Serien durch eine geänderte Konstruktion der Drehgestelle, verbesserte Schalldämmung und geänderte Übersetzung unterscheiden.
Zwischen 2002 und 2005 wurden alle Lokomotiven der Serie 1044.2 zur Reihe 1144.2 umgebaut.
2009 wurde auch die erste Serie 1044.0 zur Reihe 1144 umgebaut.
Die 1044.40 wurde als „moderne Nostalgielok“ (aber weiterhin im Plandienst) weitgehend im Ursprungszustand in blutorange und mit altem ÖBB-Logo („Pflatsch“) beibehalten.
Vor der Beschaffung der Reihen 1016 und 1116 wurden alle Schnellzüge nach München mit der Reihe 1044 bespannt.
Insgesamt 10 Maschinen wurden bei Unfällen schwer beschädigt. Von diesen wurden 4 Loks (022; 38; 047 und 076) infolgedessen ausgemustert. Die Loks 023; 043; 051; 061; 092; 096 und 241 wurden zum Teil mit Neubaukästen wiederaufgebaut. Die Lokomotive 1044 117 wurde als einzige gegen eine komplette fabriksneue Zweitbesetzung ersetzt.
Die Loks 023; 051; 092 und 096 wurden mit Neubaukästen wiederaufgebaut. Hierbei sind folgende Punkte zu erwähnen:
- Die 023 war seither mit hohen Lufteinlässen unterwegs
- Die 051 wurde mit Teilen der 1044.2 wiederaufgebaut und als 1044.256 wieder in Dienst gestellt. Als dann die letzte 1044.2, die 291 von SGP fertiggestellt wurde, wurde diese als 1044.256 in Dienst gestellt und die bisherige 1044.256 zu 1044.200 umnummeriert
- Weiters wurde beim Wiederaufbau der 1044 043 der Kasten des Prototyps 1044 002 verwendet
- Beim Wiederaufbau der 1044 241 wurde der ursprüngliche Kasten der 1044 043 verwendet.

## Technik
Die Drehgestelle sind drehzapfenlos mit Flexicoilfedern abgestützt und haben einen elektropneumatischen Achsausgleich, die Zugkraftübertragung erfolgt über tief angelenkte Zugstangen. Der Antrieb erfolgt durch vier Einphasen-Reihenschluss-Kollektorfahrmotoren; das Antriebsmoment wird über einen BBC-Federantrieb mit Doppelkonus-Gummielementen auf die Radsätze übertragen. Die E-Bremse ist eine thyristorgesteuerte Gleichstrom-Hochleistungswiderstandsbremse. Ein mechanischer Umformer versorgt die Hilfsbetriebe Trafoölpumpe, Thyristorölpumpe und sämtliche Lüfter mit 3 × 380 V Drehstrom. Zur Drucklufterzeugung dient ein Kolbenkompressor der Bauart BRK 15, der von einem Einpahsenreihenschlussmotor angetrieben wird.
Die Anordnung der einzelnen Komponenten in Möbelbauweise wurde von der Reihe 1043 übernommen.
Ab der Lokomotive 1044.201 wurde die Übersetzung zwischen Radsatz und Fahrmotor geändert, wodurch die Motoren bei Höchstgeschwindigkeit 160 km/h eine geringere Ankerdrehzahl aufweisen und Motorschäden minimiert werden.
Ab der 1044.216 wurden alle Loks mit einer zugbusgesteuerten Vielfachsteuerung gemäß Interimslösung des ÖBB-Fernsteuerkonzept (kompatibel mit der 1014) ausgestattet. Die Prototypen 1044.01 und 02 hatten eine analoge Vielfachsteuerung, die nicht verwendet wurde. Mit dem Umbau zur 1144 wurden die Maschinen kompatibel zu den andere Fahrzeugen mit UIC-Zugbus gemäß ÖBB-Fernsteuerkonzept.

### Linienzugbeeinflussung
Die letzte Serie (1044 255–290) wurde ab Werk mit einer Linienzugbeeinflussung ausgerüstet, obwohl diese bei einer maximalen Geschwindigkeit von 160 km/h nicht zwingend erforderlich wäre. Mit diesem Schritt sollte aber die größtmögliche Sicherheit bei maximaler Ausnutzung der infrastrukturseitigen Ausrüstung, auch für die Deutschland-Einsätze, erreicht werden. Äußerlich waren diese Lokomotiven an der im Bereich der Lüfter tieferliegenden Lackierung des Daches (LZB-Streifen) erkennbar, dieser wird bei aktuellen Neulackierungen nicht mehr angewandt.

### Funkfernsteuerung (Versuche)
Die Lokomotiven 1144 200 bis 219 wurden mit Funkfernsteuerung ausgerüstet. Dies sollte einen Nachschiebebetrieb am Brenner ohne Verbindung mit einem UIC-Kabel zwischen den Loks am Zuganfang und am Zugende ermöglichen. Da diese Technik aber nie die Zulassung erlangte, sind die dafür vorgesehenen Antennen wieder entfernt worden.

## Lackvarianten

### Ursprüngliche Lackierungen
Die 1044 001 bis 126 sind mit blutorangem Kasten lackiert worden. Die Loks bis zur 1044.110 hatten einen schwarzen Rahmen. Ab 1044.111 erhielten die Loks bereits ab Werk einen umbragrauen Rahmen und die Computernummer mit Selbstkontrollziffer. Die Prototypen 1044.01 und 02 hatten noch Tafeln mit Metallziffern. Ab der 1044.03 war die Ordnungsnummer auf den Tafeln statt mit Metallziffern mit 80 Millimeter hohe Klebeziffern angeschrieben (Spitzname „Taferl-44er“), diese Tafeln mussten bei Einführung der Computernummer gegen größere ausgetauscht werden. Ab der Lok 1044.27 entfielen diese Tafeln und die Nummern wurden mit 130 mm hohen Ziffern angeschrieben.

### Valousek Design
Im Jahr 1987 wurde die 1044 001 zur Schnellfahrlok 1044 501 umgebaut. Im Zuge dessen erhielt sie auch ein neues Design. Wolfgang Valousek experimentierte weiter an einem neuen Design. Ab dem Jahr 1988 erhielten daher fünf neu gebaute Loks ein weiteres abweichendes Design, das sogenannte „Schachbrett-Design“. Dies waren neben den ersten Loks der neuen Serie (201–203) auch die mit einem Neubaukasten versehene 1044 092 und die fabriksneue Zweitbesetzung der 1044 117. Die 1144 092 und 1144 117 sind noch heute in diesem Design unterwegs. Ab der 1044 204 wurden die Loks in einer abgeänderten Form des Designs lackiert. Die Kontrastfläche entfiel und die Bauchbinde wurde durchgezogen. Der verkehrsrote Lokkasten weist dabei eine achatgraue Bauchbinde und eine umbragraue Einfassung der Stirnfenster auf. Im Rahmen von Unfallausbesserungen oder sonst fälligen Neulackierungen wurden nach und nach alle noch blutorange lackierten Loks sowie die 1044 201–203 (Schachbrett) ebenfalls umlackiert. Lediglich die 1044 040 wurde hiervon ausgenommen, sie wurde zur blutorangen Nostalgielok auserkoren und erhielt sogar wieder einen schwarzen Rahmen und später das bereits entfernte Fabriksschild in Form eines Aufklebers. In diesem Aussehen wurde sie vor Planzügen eingesetzt und heute noch als 1144.40 planmäßig eingesetzt.

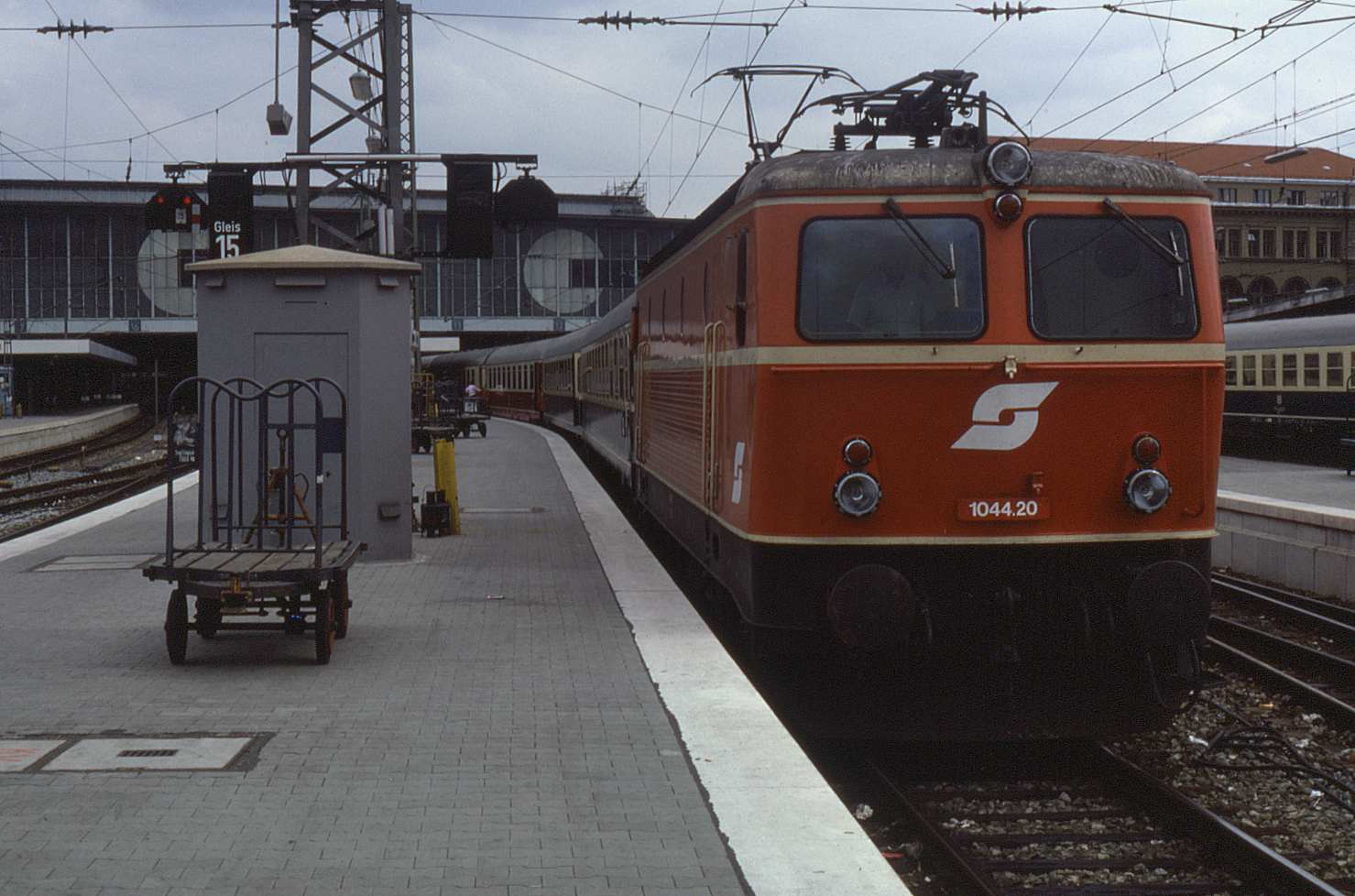
1044.20 mit Tafel für die Loknummer
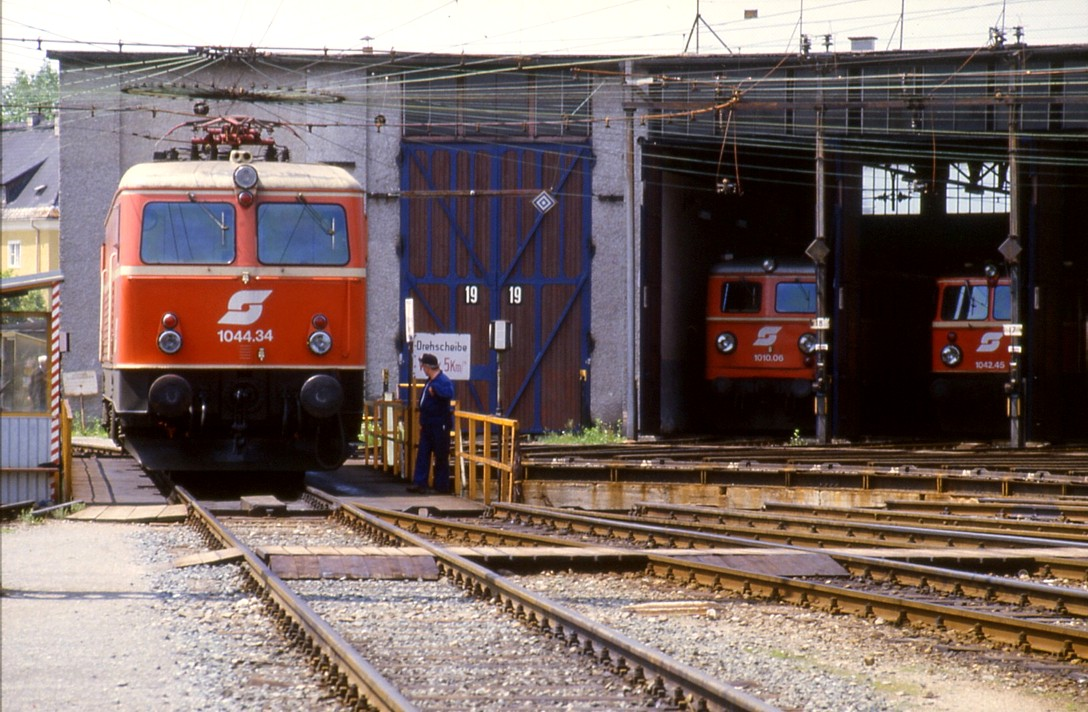
1044.34 mit Klebeziffern
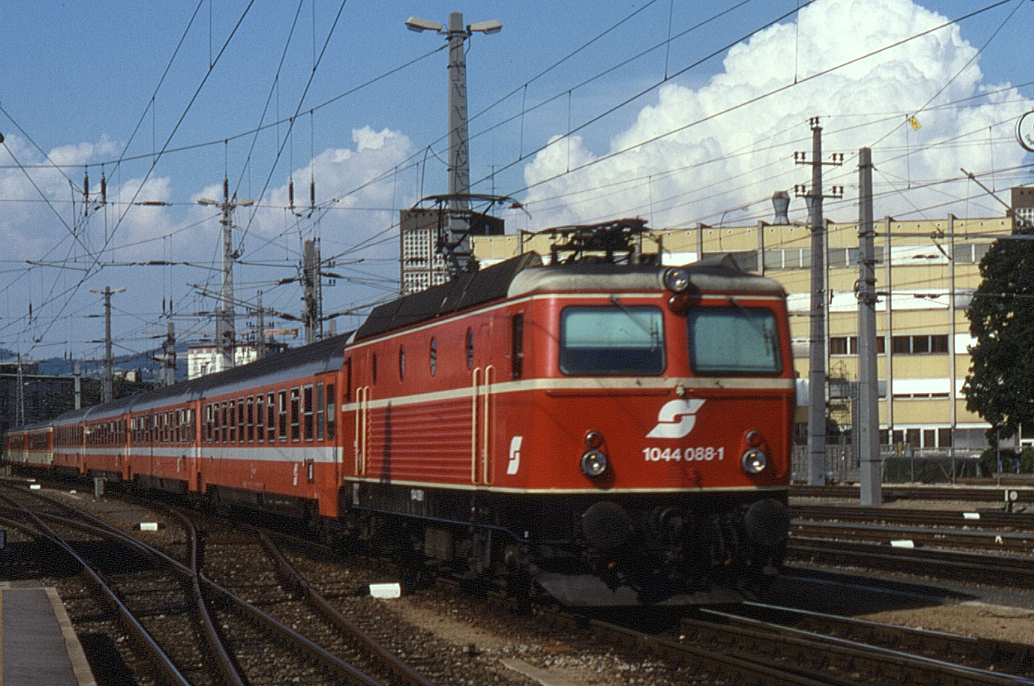
1044 088-1 mit langer Nummer
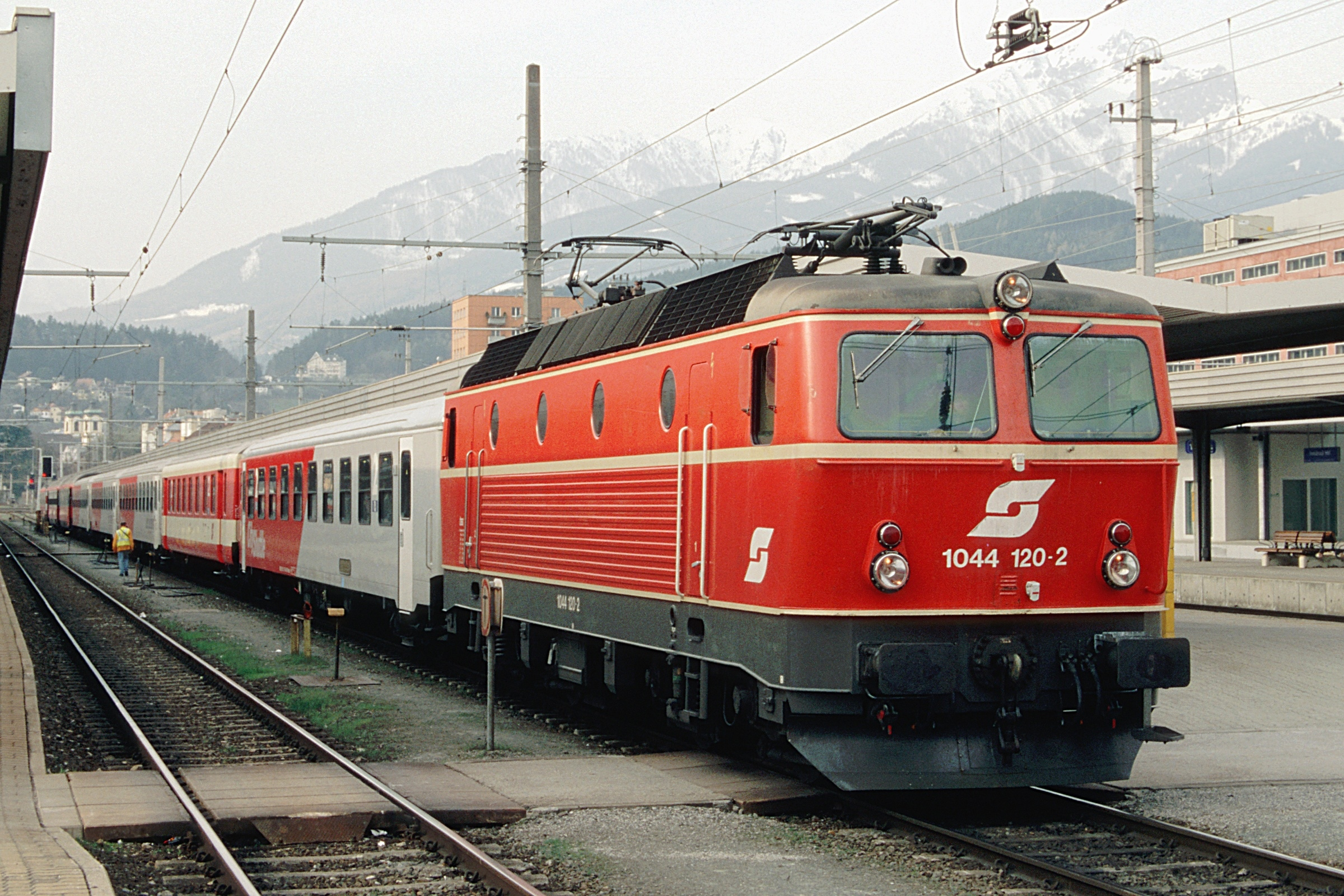
1044 120-2 mit grauem Rahmen und Dach
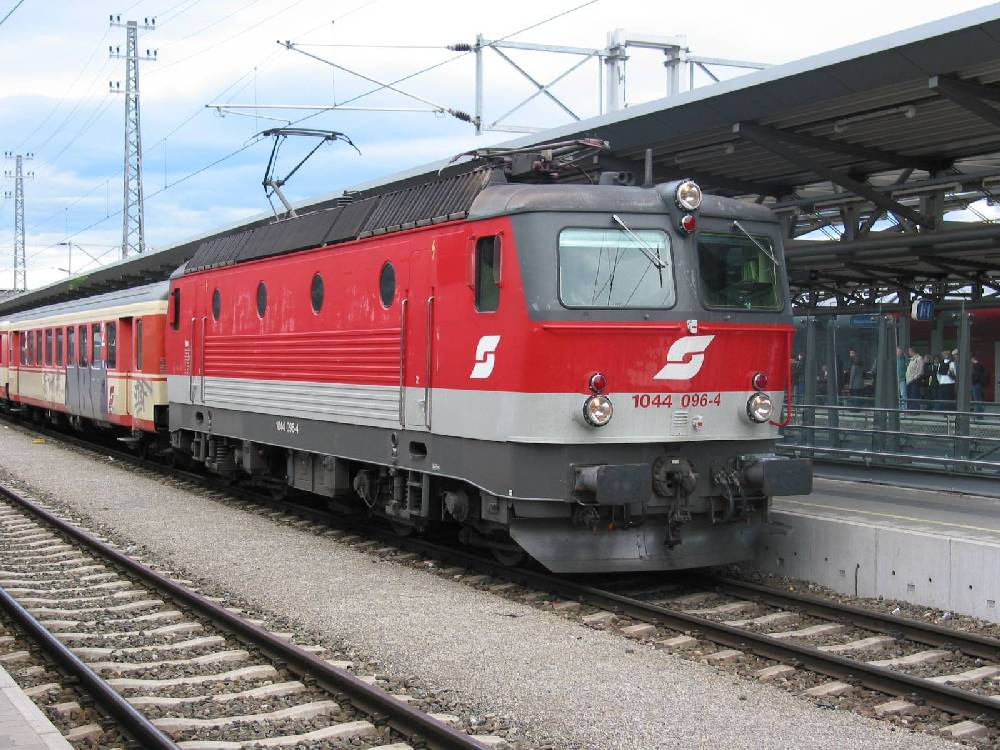
1044 096 im Valousek-Design mit Pflatsch
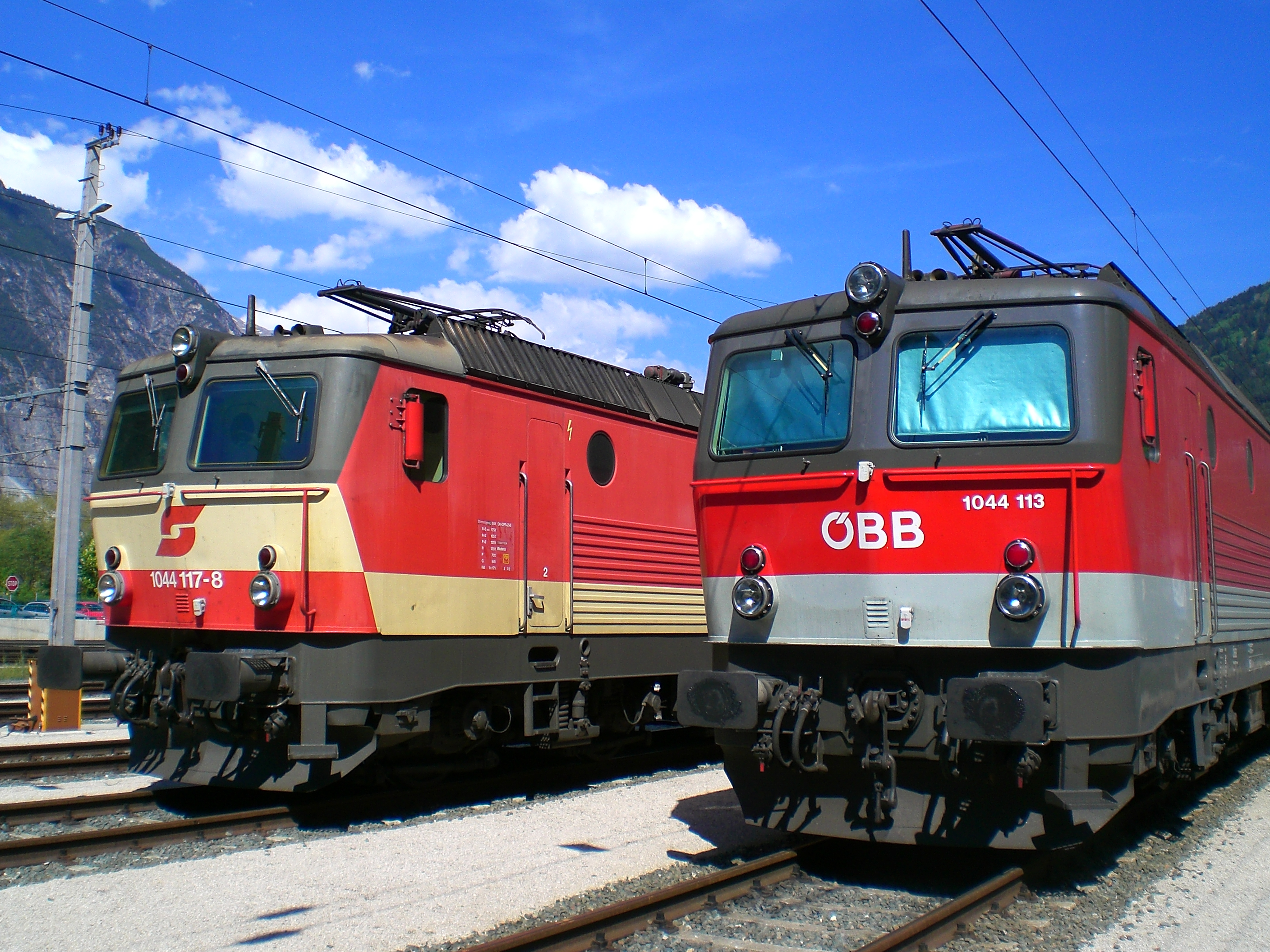
1044 117 im Schachbrett-Design und 1044 113 in Valousek-Lackierung mit Wortmarke
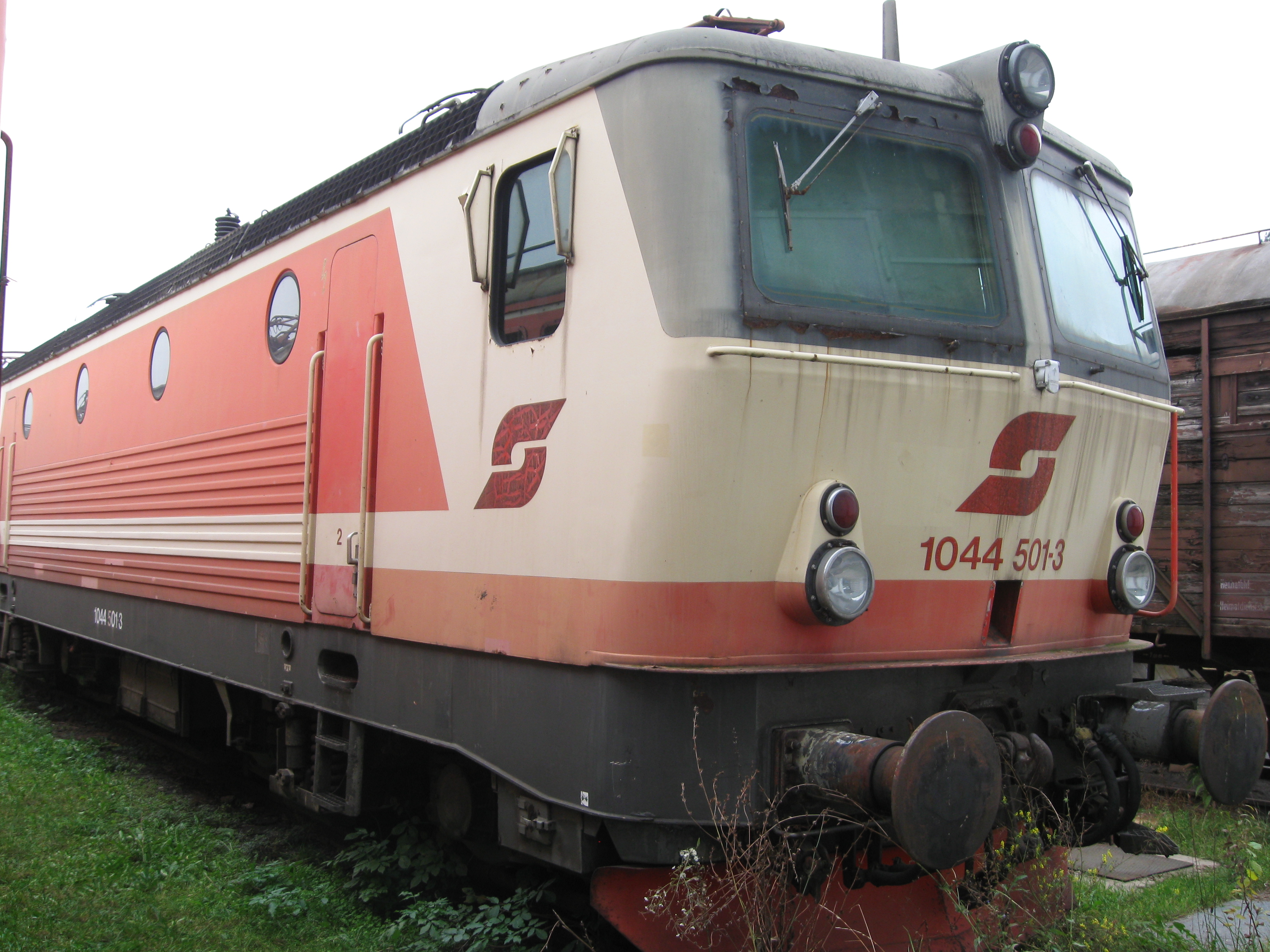
Schnellfahrlok 1044 501
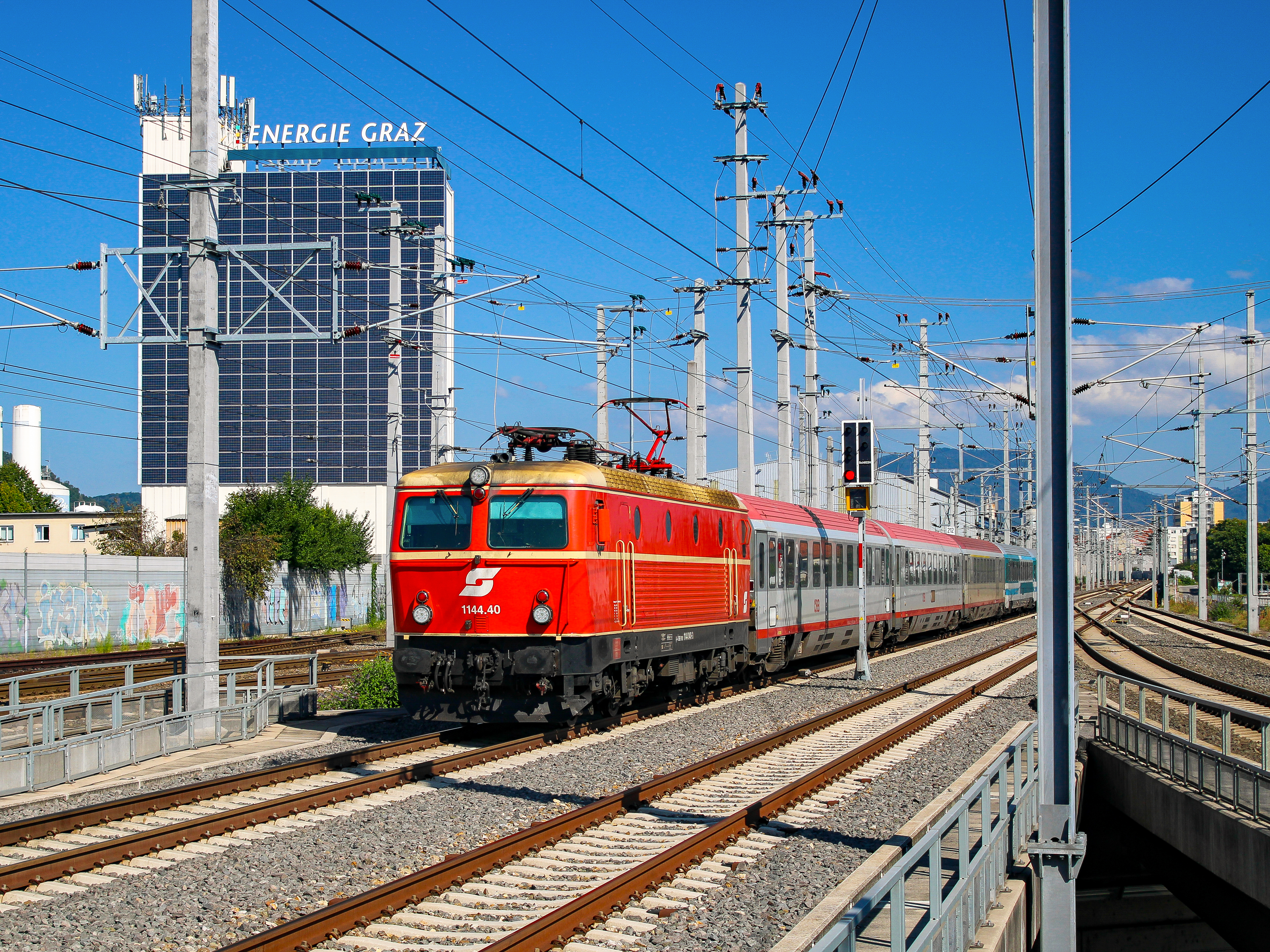
Bis heute in blutorange erhaltene 1144 040
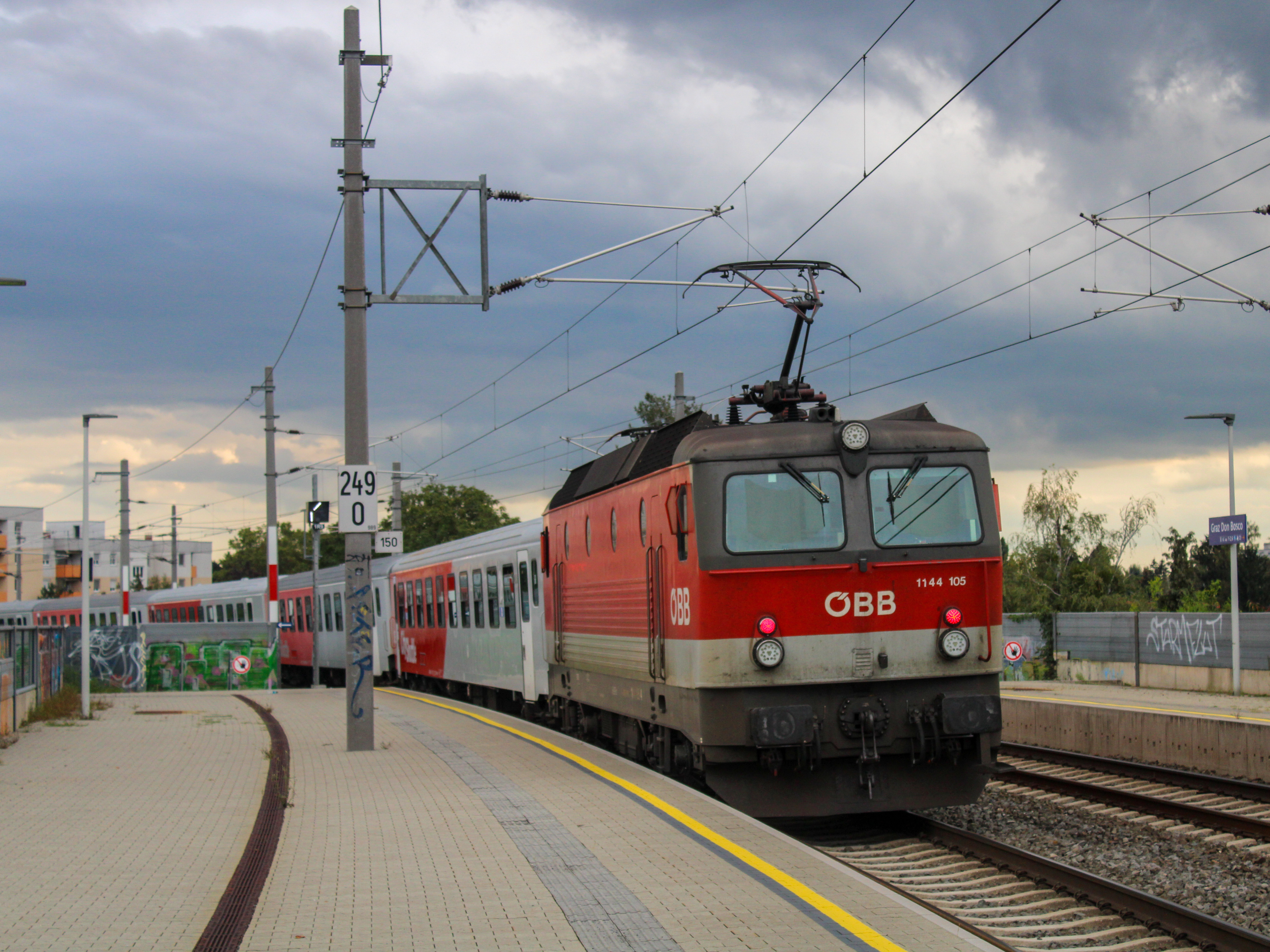
1144 105 in heutigem Erscheinungsbild

## Umbau zur 1144
Zwischen 2002 und 2005 wurden 1044 200 bis 290 mit kompatibler Vielfach- und Wendezugsteuerung ausgestattet. Wobei 1044 216-290 bereits ab Werk mit Vielfachsteuerung ausgestattet waren. Jedoch waren mit dieser nur die Lokomotiven 1044 216-290 (und ursprünglich die 1014) miteinander kompatibel. Bei den Lokomotiven 1044 200 bis 1044 254 wurde die Indusi I-60 auf die Punktförmige Zugbeeinflussung PZB 90 umgebaut. Im Zuge dieser Adaptierungen wurden die Maschinen, unter Beibehaltung der Ordnungsnummern, zur Reihe 1144 umgezeichnet. Per August 2006 befanden sich 119 Loks der Reihen 1044.0 sowie 91 Loks der Reihe 1144 (200–290) im Stand der ÖBB.
2009 wurden auch die Nummern 003 bis 126 zur Reihe 1144 umgebaut. Neben dem Einbau der Fernsteuerung erhielten die umgebauten Lokomotiven eine GSM-R-Funkanlage, PZB 90 und neue LED-Scheinwerfer. Der Umbau war 2013 abgeschlossen.
Die Reihe 1144.2 war nach dem Umbau zunächst noch mit den alten Scheinwerfern im Dienst. Diese wurden nach 2010 ebenfalls gegen LED-Scheinwerfer getauscht.
Die im Zuge einer Unfallausbesserung zur 1144 umgebaute 1144 061 wurde als solche nicht mehr in Betrieb genommen.
Die 1144.40 wird bis heute als „moderne Nostalgielok“ (aber weiterhin im Plandienst) weitgehend im Ursprungszustand in blutorange und mit altem ÖBB-Logo („Pflatsch“) beibehalten. Sie wurde im Februar 2010 zur 1144.40 umgebaut und umgezeichnet.

## Ausmusterung
Seit 2018 werden die ältesten Loks der Reihe 1144.0 (Inbetriebnahme ab 1978 als 1044.0) bei Erreichen der Kilometergrenze, bei der eine Teilausbesserung fällig wäre, abgestellt und als Ersatzteilspender verwendet. Im Herbst 2018 wurden 1144 004 und 005 ausgemustert. Anschließend wurden sämtliche als Ersatzteile verwertbare Komponenten ausgebaut, woraufhin im Winter 2020/2021 die Verschrottung der Maschinen folgte. Mitte 2020 waren bereits rund 20 Maschinen aufgrund einer fälligen Teilausbesserung oder großer Schäden (039 und 107 nach Unfallschaden, 031 und 096 nach Trafoschaden) abgestellt. Bis 2021 wurden insgesamt 55 Loks abgestellt.

### Planung zum Verkauf in die Türkei
Im Jahr 2020 wurden zahlreiche weitere Loks außer Betrieb genommen. Gemeinsam mit den meisten der bereits zuvor abgestellten Loks sollten diese (insgesamt etwa 50 Stück) auf eine Fahrleitungsspannung von 25 kV 50 Hertz für den Einsatz in Afrika umgebaut und anschließend in die Türkei überstellt werden, wo sie einem Bauunternehmen dienen sollten. Nicht zuletzt ist die große Abstellungswelle darauf zurückzuführen, dass die Reihe 1144 im Betrieb mehr Energie verbraucht als etwa eine 10/1116 oder eine 1142. Im März 2021 scheiterte das Verkaufsprojekt in die Türkei und 1144 008, 015, 025, 027, 034, 035, 049, 057, 060, 064, 085 sowie 087 wurden wieder in Betrieb genommen. Trotz diesem kurzen Aufschwung ist die Blütezeit der ersten Serie definitiv abgelaufen und die Tendenz geht erneut Richtung Ausmusterung.

### Verbleib von verkauften Maschinen

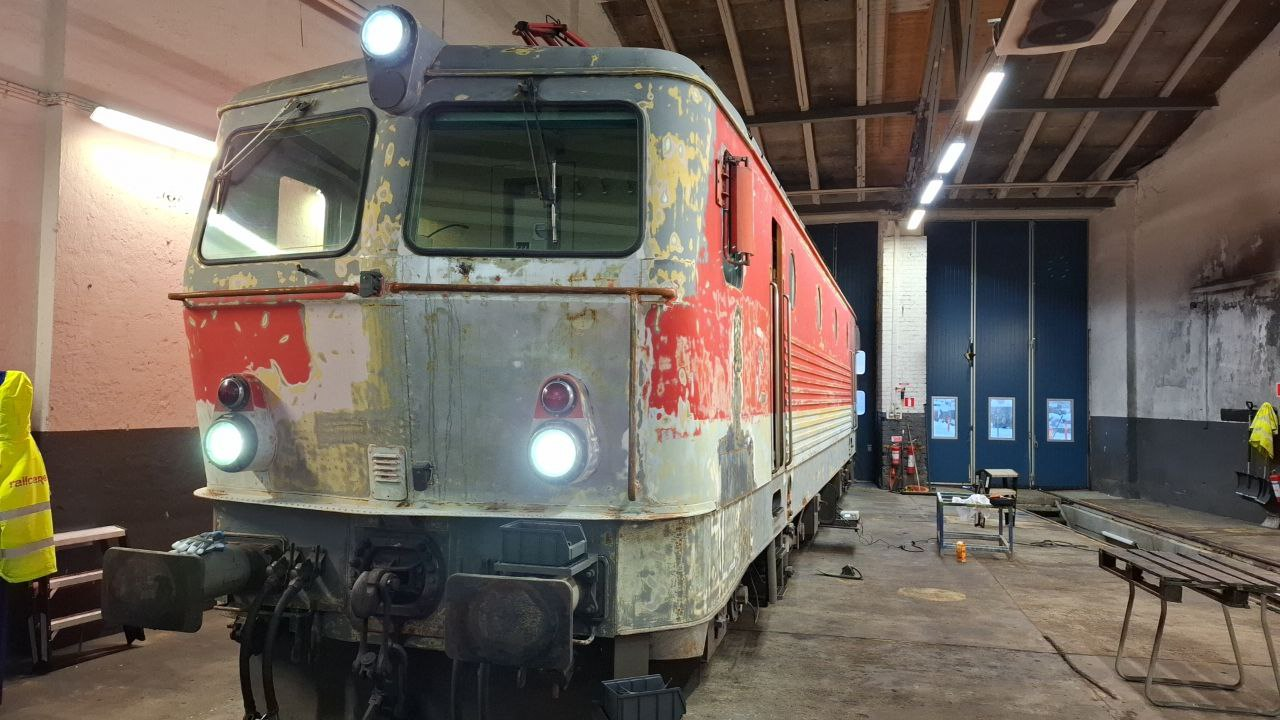
1144 023 in der Railcare Lokwerkstatt Långsele. Viele noch verwendbare Ersatzteile wurden ausgebaut.

Einige Maschinen werden zum Verkauf angeboten und wurden zum Teil auch schon verkauft, um in Museen gezeigt oder bei Privatbahnen eingesetzt zu werden. 1044 501 und 1144 017 sind im Eisenbahnmuseum Strasshof zu finden. 1144 006, 030, 032 und 096 wurden von ProLok gekauft. 1144 096 steht (Stand: Mai 2024) in Wien Heiligenstadt abgestellt.
1144 003, 010, 018, 019, 020, 023, 024 und 045 wurden 2024 wurden von Grenland Rail angekauft. Mit der Aufarbeitung und Hauptuntersuchung wurde Railcare in Långsele beauftragt. Aufgrund des guten Allgemeinzustandes erhalten 1144 018 und 020 eine bedarfsorientierte Hauptuntersuchung, während 1144 003, 010, 019 und 024 eine sehr umfassende Aufarbeitung erhalten. Stand Juni 2025 ist 1144 020 betriebsfähig und wartet auf eine Neulackierung. Im Rahmen der Reaktivierung und Hauptuntersuchung werden die Motortürme, Hauptstromgerüste, Hochspannungsanlage, Stromrichter, Ölkühler und Steuerelektronik, teils unter Verwendung neu entwickelter Komponenten, komplett überholt. 1144 023 und 045 werden aufgrund von umfassenden Korrosions- und Wasserschäden lediglich als Ersatzteilespender verwendet. 
Die längere Zeit in Iași hinterstellten Lokomotiven 1144 007, 026, 031 und 048 wurden im Verlauf des Frühjahres 2025 verschrottet.
Seit der Verschrottung von 1144 004 und 005 wurden seither ebenso die 1144 039; 061; 063 und 114 dem Rohstoffkreislauf zugeführt.
| Fahrzeugnummer (Ex. ÖBB) | Betreiberbezeichnung | Eigentümer            | Bemerkung                                                                          | Bild |
| ------------------------ | -------------------- | --------------------- | ---------------------------------------------------------------------------------- | ---- |
| 1044 001 (501)           | 1044 001 (501)       | ÖSEK                  | Steht am Freigelände der Eisenbahnmuseum Strasshof                                 |      |
| 1144 003                 | 1144 003             | Grenland Rail AS      | Valousek-Design, abgestellt in Långsele, für Reaktivierung vorgesehen              |      |
| 1144 006                 | 1144 006             | ProLok                | Valousek-Design, Betriebsfähig                                                     |      |
| 1144 007                 | 1144 007             | Ferro Trans Group Srl | Im Frühjahr 2025 nach Entnahme brauchbarer Ersatzteile in Iași zerlegt.            |      |
| 1144 010                 | 1144 010             | Grenland Rail AS      | Valousek-Design, abgestellt in Långsele, für Reaktivierung vorgesehen              |      |
| 1144 017                 | 1144 017             | ÖSEK                  | Valousek-Design, abgestellt im Eisenbahnmuseum Strasshof, Museumslok               |      |
| 1144 018                 | 1144 018             | Grenland Rail AS      | Valousek-Design, abgestellt in Långsele, für Reaktivierung vorgesehen              |      |
| 1144 019                 | 1144 019             | Grenland Rail AS      | Valousek-Design, abgestellt in Långsele, für Reaktivierung vorgesehen              |      |
| 1144 020                 | 1144 020             | Grenland Rail AS      | Betriebsfähig nach Hauptuntersuchung und Aufarbeitung, Neulackierung ausstehend    |      |
| 1144 023                 | 1144 023             | Grenland Rail AS      | Valousek-Design, als Ersatzteilespender ausgeschlachtet, Verschrottung vorgesehen. |      |
| 1144 024                 | 1144 024             | Grenland Rail AS      | Valousek-Design, abgestellt in Långsele, für Reaktivierung vorgesehen              |      |
| 1144 026                 | 1144 026             | Ferro Trans Group Srl | Im Frühjahr 2025 nach Entnahme brauchbarer Ersatzteile in Iași zerlegt.            |      |
| 1144 030                 | 1144 030             | ProLok                | Valousek-Design, Wien Spittelau                                                    |      |
| 1144 031                 | 1144 031             | Ferro Trans Group Srl | Im Frühjahr 2025 nach Entnahme brauchbarer Ersatzteile in Iași zerlegt.            |      |
| 1144 032                 | 1144 032             | ProLok                | Valousek-Design, Wien Spittelau                                                    |      |
| 1144 045                 | 1144 045             | Grenland Rail AS      | Valousek-Design, abgestellt in Långsele, Nutzung als Ersatzteilespender            |      |
| 1144 048                 | 1144 048             | Ferro Trans Group Srl | Im Frühjahr 2025 nach Entnahme brauchbarer Ersatzteile in Iași zerlegt.            |      |
| 1144 096                 | 1144 096             | ProLok                | Valousek-Design, zuletzt abgestellt in Wien Heiligenstadt                          |      |

## Unfälle

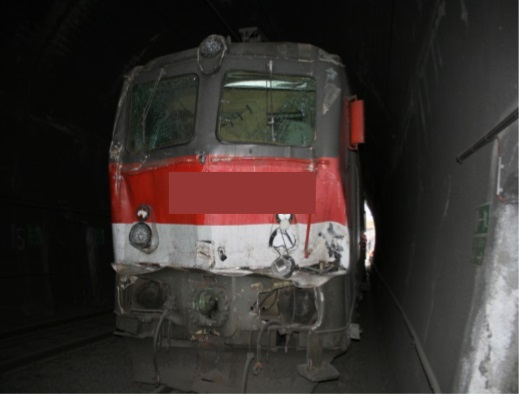
Beschädigte Hilfslokomotive 1144 282 im Polleroswandtunnel

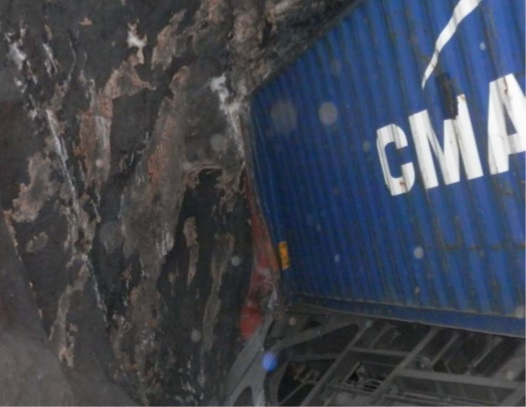
Auf der Semmeringbahn verunfallter Tragwagen mit Container im Polleroswandtunnel

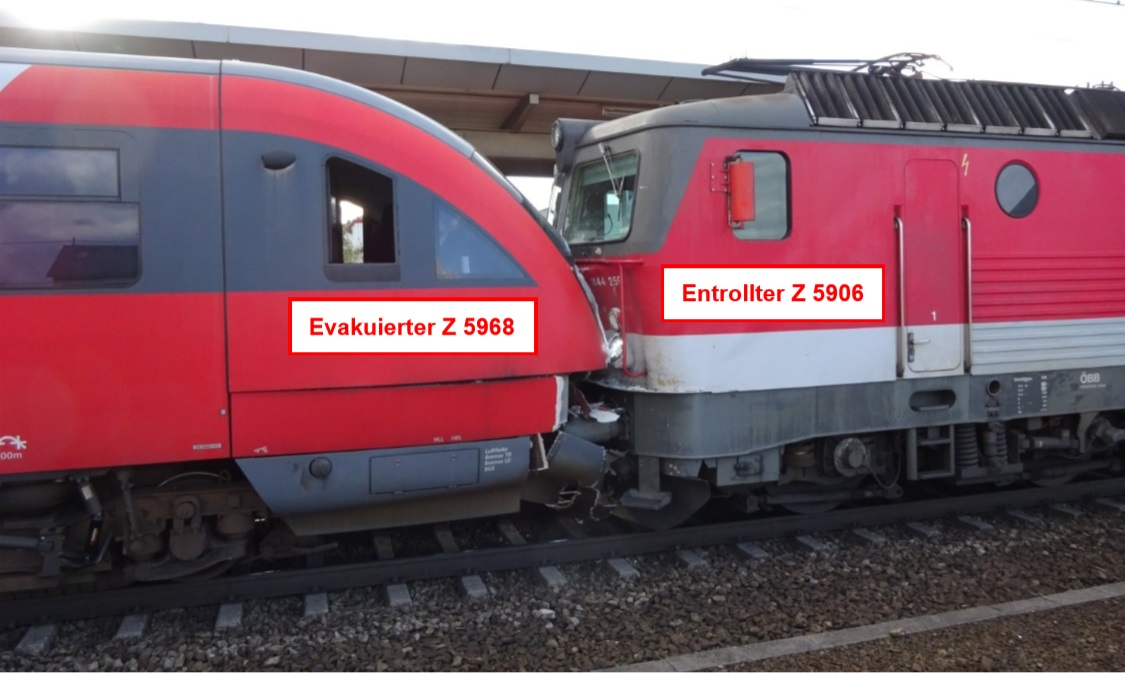
Triebfahrzeuge der Reihen 5022 und 1144 nach der Kollision in Haiding

Liechtenstein – Kollision mit LKW
Am 26. Februar 1980 stieß 1044.38 mit Zug 416 in Liechtenstein auf der Eisenbahnkreuzung in km 11,305 zwischen den Bahnhöfen Feldkirch und Nendeln mit einem LKW zusammen. Die Lok überschlug sich dabei. Nach der Überstellung der Lok in die Hauptwerkstätte Linz wurde sie am 27. April 1981 kassiert. 1044.38 stand somit nur acht Monate im Dienst.
Imst-Pitztal, Tirol – Kollision mit Gerölllawine
Am 21. August 1986 fuhr der Güterzug 40670 (Hegyeshalom - Buchs SG) mit 1044.117 bei Streckenkilometer 55,030 beim Bahnhof Imst-Pitztal mit ca. 80 km/h in einen abgegangenen Felssturz aus ca. 200 m³ Geröll. Die Lokomotive entgleiste, stürzte über die Böschung und blieb am Ufer des Inn in Seitenlage liegen. Die Strecke konnte zwar bereits am Folgetag wieder für den Verkehr freigegeben werden, allerdings konnte die Lok aufgrund der ungünstige Lage erst in der Nacht vom 31. August auf den 1. September 1986 geborgen werden. Die praktisch fabriksneue Maschine wurde aufgrund der schweren Schäden verschrottet und wurde per 22. Dezember 1988 durch eine Zweitbesetzung (79729/1988) im Schachbrett-Design ersetzt.
Neukirchen bei Lambach, Oberösterreich – Kollision zwischen Schnell- und Eilzug
Am 18. September 1987 kollidierte in Neukirchen bei Lambach an der Westbahn ein Schnellzug mit einem Eilzug. Vier Personen wurden getötet, 77 verletzt. Die 1042 652, wurde verschrottet. Die 1044 092 wurde mit einem Neubaukasten wiederaufgebaut; im Jahr 1989 fertiggestellt und im Schachbrett-Design lackiert ausgeliefert.
Wolfurt, Vorarlberg – Kollision zwischen Schnell- und EilzugAm 29. August 1988 stieß auf der Bahnstrecke Lindau–Bludenz in Wolfurt der Expresszug „Pfänder“ mit einem Eilzug zusammen. Fünf Menschen kamen ums Leben, 46 wurden zum Teil schwer verletzt. Die beiden Loks ÖBB 1044 051 und 096 wurden schwer beschädigt. Beide Loks wurden mit Neubaukästen wiederaufgebaut. Die 1044 051 wurde mit Teilen aus der Serie der 1044.200 wieder aufgebaut und seither als 1044 256 bzw. später 1044 200 eingesetzt.
Bregenz, Vorarlberg – Kollision zweier ExpresszügeAm 30. August 1989 prallten auf der Bahnstrecke Lindau–Bludenz der Expresszug „Montfort“ mit ÖBB 1044 023 und der Eurocity Bavaria mit SBB Re 4/4 II 11197 südlich von Bregenz zusammen. Ein Fahrgast wurde getötet, 16 Personen teilweise schwer, mehrere weitere leicht verletzt. Die 1044 023 wurde mit einem Neubaukasten wiederaufgebaut.
Melk, Niederösterreich – Frontalkollision im Bahnhof MelkAm 13. Februar 1993 passierte ein Güterzug, bespannt mit ÖBB 1010 008, bei der Einfahrt in den Bahnhof Melk ein Vorsicht zeigendes Vorsignal. Der Triebfahrzeugführer nahm dieses wahr und betätigte die Wachsamkeitstaste der Indusi, trotzdem reduzierte er die Geschwindigkeit seines Zuges nicht. Da der Zug planmäßig mit 90 km/h fuhr und die Überwachungsgeschwindigkeit der damaligen Indusi-Version ebenfalls nur 90 km/h betrug, erfolgte keine Zwangsbremsung. Erst kurz vor dem Halt zeigenden Ausfahrsignal bemerkte der Triebfahrzeugführer seinen Fehler und leitete eine Schnellbremsung ein. Trotzdem kollidierte der Güterzug mit einem kreuzenden Eilzug, bespannt mit der fast fabrikneuen 1044 241. Bei der Frontalkollision wurden drei Personen getötet und rund 20 weitere Personen verletzt. Die 1044 241 war irreparabel beschädigt. Dem Personal der Hauptwerkstätte in Linz gelang es allerdings, aus dem noch vorhandenen Unfallkasten der 1044 043, diversen Ersatzteilen und durch immensen Zeitaufwand, eine Zweitbesetzung für die 1044 241 zu bauen. Diese konnte rund sechs Jahre nach dem fatalen Unglück dem Einsatz übergeben werden.
Braz, Vorarlberg – Kollision mit MureAm frühen Abend des 11. August 1995 ging im Klostertal ein schweres Gewitter mit heftigen Regenfällen nieder. Dies führte dazu, dass sich eine Mure vom Berghang löste und sich im Bereich des Masonbaches den Weg ins Tal bahnte. Die Brücke der Arlbergbahn über diesen Bach wurde mitgerissen, als sich der IC 566 näherte. Der Lokführer konnte trotz eingeleiteter Notbremsung den Zug nicht mehr rechtzeitig anhalten. Die führende 1044 047 sowie die ersten drei Reisewagen stürzten ins Bachbett. Vier Menschen starben. Die Lok wurde nach dem Ausbau wiederverwendbarer Teile an Ort und Stelle verschrottet. (Artikel)
Garmisch-Partenkirchen, Bayern – Frontalzusammenstoß mit Aussichtstriebwagen
Am 12. Dezember 1995 sollte der Regionalexpress 3612, bespannt mit der Lokomotive 1044 235, im Bahnhof Garmisch-Partenkirchen mit dem Gläsernen Zug kreuzen. Zum Ende des planmäßigen Aufenthalts des RE von 10 Minuten, war der Gläserne Zug jedoch noch nicht im Bahnhof angekommen und der RE 3612 hatte noch keine Zustimmung zur Ausfahrt in Richtung München. Der Zugführer des RE kam zur Abfahrtszeit von einer Kaffeepause zurück zum Zug, sah jedoch von seiner Position das noch „Halt“ gebietende Ausfahrsignal nicht und erteilte dem Triebfahrzeugführer den Abfahrauftrag. Da dieser jedoch nicht auf das Ausfahrsignal achtete und der Durchrutschweg an dieser Stelle nicht lang genug bemessen war, stießen die beiden Züge trotz Zwangsbremsung frontal zusammen. Ein Toter sowie mehrere Dutzend Verletzte waren die Folge. Der Gläserne Zug wurde auf der Seite des Antriebsdrehgestells schwer beschädigt. Die Instandsetzung scheiterte an zu hohen Kosten und infolgedessen wurde er zum 31. Dezember 1997 ausgemustert. Die 1044, durch den Unfall nur relativ leicht beschädigt, wurde repariert und wieder in Betrieb genommen.
Mühldorf, Kärnten – Zusammenstoß zweier GüterzügeAm 7. September 1999 kollidierten auf der Tauernbahn im Bahnhof Mühldorf-Möllbrücke zwei Güterzüge (bespannt mit 1044 022 bzw. 1044 072). Ein Lokomotivführer starb, der zweite kam mit leichten Verletzungen davon. Die 1044 022 musste kassiert werden.
Mallnitz, Kärnten – Autoverladezug kollidiert mit GüterzugAm 7. Juli 2000 stieß im Bahnhof Mallnitz an der Tauernbahn in den Morgenstunden ein Autoverladezug der Tauernschleuse mit einem Güterzug zusammen. Der Lokomotivführer der Tauernschleuse und drei Lastwagenlenker wurden leicht verletzt. Die beteiligte 1044 076 wurde daraufhin verschrottet.
Bruck an der Mur, Steiermark - Frontalzusammenstoß mit VerschublokIn den Abendstunden des 10. Juni 2001 kam es zum Zusammenstoß zwischen einem Güterzug mit 1044 048 und der Lok 2068 021, die einen Wendezug verschob. Hierbei verkeilten sich die jeweils ersten Fahrzeuge beider Garnituren. Bei der 1044 048 wurden beide Führerstände eingedrückt während sich der Schaden bei der 2068 auf die stirnseitige Maschinenraumverkleidungen und die Puffer beschränkte. Beide Lokführer sowie ein Verschieber wurden bei dem Unfall verletzt. Die 1044 048 wurde zwei Tage später geborgen in den anschließend wieder hergerichtet.
Wampersdorf, Niederösterreich – Bremsversagen eines GüterzugsAm 26. Februar 2002 prallte auf der Pottendorfer Linie in Wampersdorf ein aus 28 Wagen bestehender Güterzug Sopron–Ebenfurth–Wien Zvbf, bespannt mit der ÖBB 1142 685, auf eine mit 21 Lastwagen beladenen Rollende Landstraße (RoLa), bespannt mit ÖBB 1044 213. Der Begleitliegewagen der RoLa wurde völlig zerstört. Von den 21 LKW-Fahrern wurden 6 getötet und 15 teils schwer verletzt. Ursache des Unfalls war Bremsversagen. Bereits auf der Fahrt von Sopron nach Ebenfurth zeigte der Zug eine schlechte Bremswirkung, weil die letzten beiden Wagen nicht an die Druckluftbremse angeschlossen waren. Weil in Ebenfurth nach dem Richtungswechsel die Bremsprobe nicht korrekt durchgeführt worden war, bemerkte man den geschlossenen Bremshahn vom nun zweiten zum dritten Wagen nicht. Die 1044 213 wurde beim Unfall vor allem an beiden Fronten beschädigt. Im Zuge der Unfallreparatur in der Hauptwerkstätte in Linz erfolgte der Umbau zur 1144 213.
Brenner, Tirol – Entrollte Lokomotiven am BrennerAm 10. Februar 2014 entrollten im RoLa-Terminal Brennersee zwei unbesetzte Lokomotiven Baureihe 189 von Lokomotion und Rail Traction Company und prallten in den Begleitwagen und die Schiebelokomotive 1144 eines RoLa-Zugs. Die 1144 281 stürzte eine Böschung hinunter und schrammte dem Bahnhofsgebäude entlang. Die Fahrstraße war für die Schiebelokomotive in ein Stumpfgleis und nicht auf das Streckengleis mit 23 ‰ Gefälle eingestellt. Die Lok wurde wieder hergerichtet und hat seither auf einer Seite keine Konsole für das dritte Schlusslicht mehr.
Allentsteig, Niederösterreich – REX mit Sattelzug kollidiertAm 25. September 2015 kollidierte der REX 2150 Wien–Gmünd auf einer Eisenbahnkreuzung kurz vor dem Bahnhof Allentsteig der Franz-Josefs-Bahn mit einem Sattelauflieger, der eine 18 t schwere Holzerntemaschine geladen hatte und an der überhöhten Eisenbahnkreuzung aufgesessen war. Der Triebfahrzeugführer verstarb noch an der Unfallstelle, während der Fahrer des Sattelschleppers noch vor dem Unfall aus dem Führerhaus flüchten konnte. Die Unfalllok 1144 286 wurde in der Hauptwerkstätte Linz repariert.
Breitenstein, Niederösterreich – Zurückrollender Güterzug kollidiert mit HilfslokAm 1. Dezember 2015 kam es auf der Semmeringbahn vor dem Bahnhof Semmering zu einer Zugtrennung eines bergauf fahrenden Holzzugs, der 205 Tonnen schwerer als erlaubt war. Ein nachfolgender, ebenfalls Richtung Semmering fahrender Containerzug wurde am vorherigen Selbstblocksignal angehalten. Die 1144 282, die auf dem Weg von Mürzzuschlag nach Gloggnitz war, wurde vom Bahnhof Breitenstein als Nebenfahrt in den besetzten Gleisabschnitt eingelassen, um den Containerzug zurück nach Breitenstein zu ziehen. Obwohl die Lokomotive noch gar nicht am Zugschluss angelangt war, löste der Triebfahrzeugführer des Containerzuges im Halbschlaf die Bremse, worauf sich der Zug in Bewegung setzte und im Polleroswandtunnel mit der Nebenfahrt kollidierte. 14 Containertragwagen entgleisten, die Lok sowie die Gleis-, Oberleitungs- und Signalanlagen im Tunnel erlitten schwere Beschädigungen. Der Sachschaden betrug um die drei Millionen Euro. Der Lokführer der Nebenfahrt wurde schwer verletzt. Die Semmeringbahn musste für rund zwei Wochen gesperrt werden.
Wien Meidling – Verschubfahrt kollidiert mit RailjetAm 15. April 2017 fuhr eine Verschubfahrt, bestehend aus der 1144 106 und einem Doppelstock-Wendezug, in die Flanke eines Railjet von Wien nach Lienz. Zuvor hatte der Triebfahrzeugführer der Verschubfahrt ein Verschubsignal missachtet. Die letzten 4 Wagen entgleisten und kippten fast komplett um. Dabei wurden 16 Personen verletzt.
Haiding, Oberösterreich – Entrollter Personenzug mit geräumtem Zug gestopptAm 30. Oktober 2017 entrollte im Bahnhof Neumarkt-Kallham an der Bahnstrecke Wels–Passau eine leere Regionalzugsgarnitur in Richtung Wels. Der Fahrdienstleiter bemerkte den Vorfall, worauf Feuerwehren die Bahnübergänge sicherten. Mit einem Triebwagen der Reihe 5022, der zuvor im Bahnhof Haiding geräumt worden war, konnte nach 20 Kilometern „Geisterfahrt “der entlaufene Zug gestoppt werden. Den entstandenen Sachschaden schätzten die ÖBB auf mehrere hunderttausend Euro. Die beteiligte 1144 259 ist wieder repariert worden.

## Bildergalerie

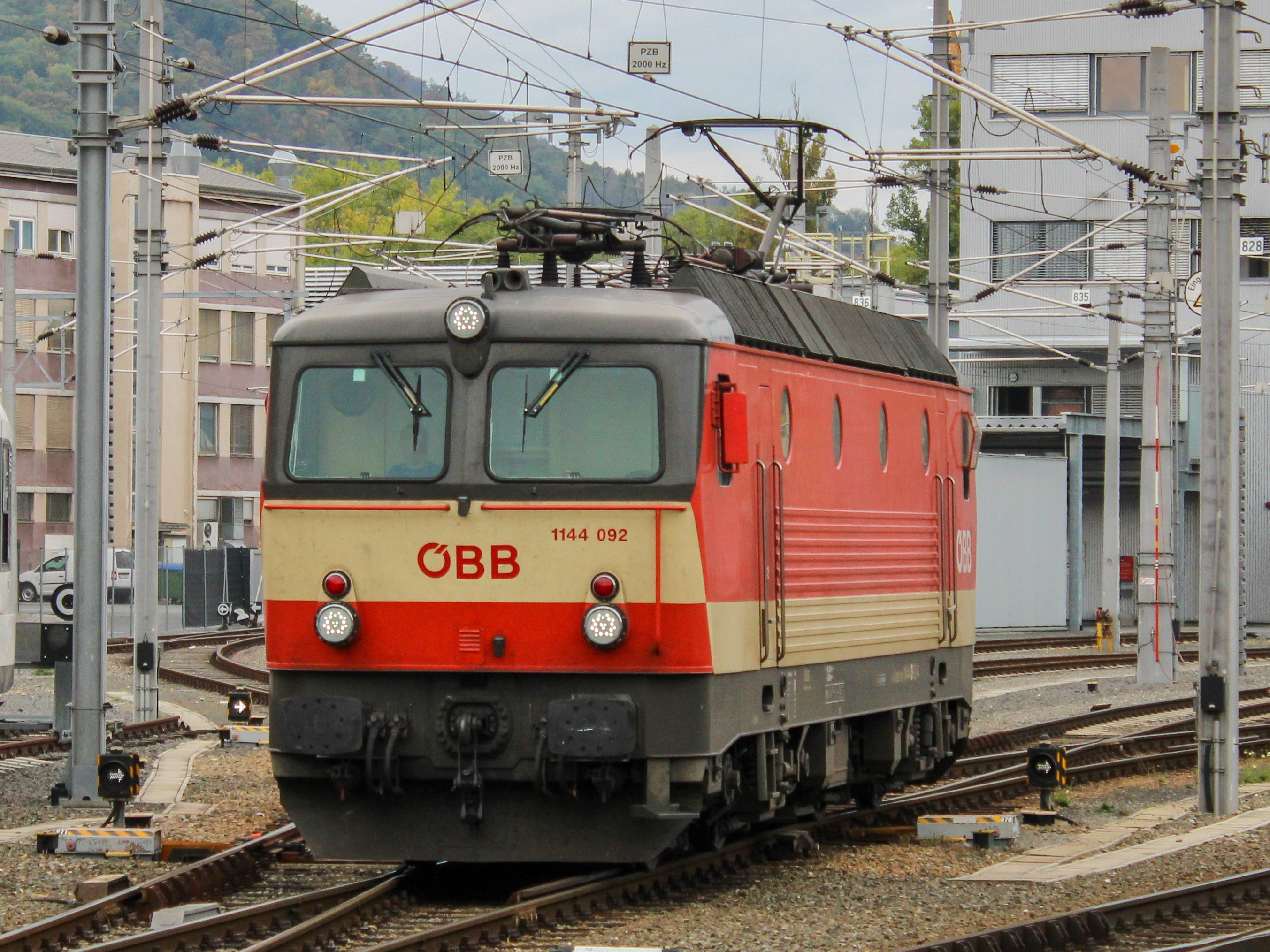
1144 092 in der Zugförderung Graz Hbf
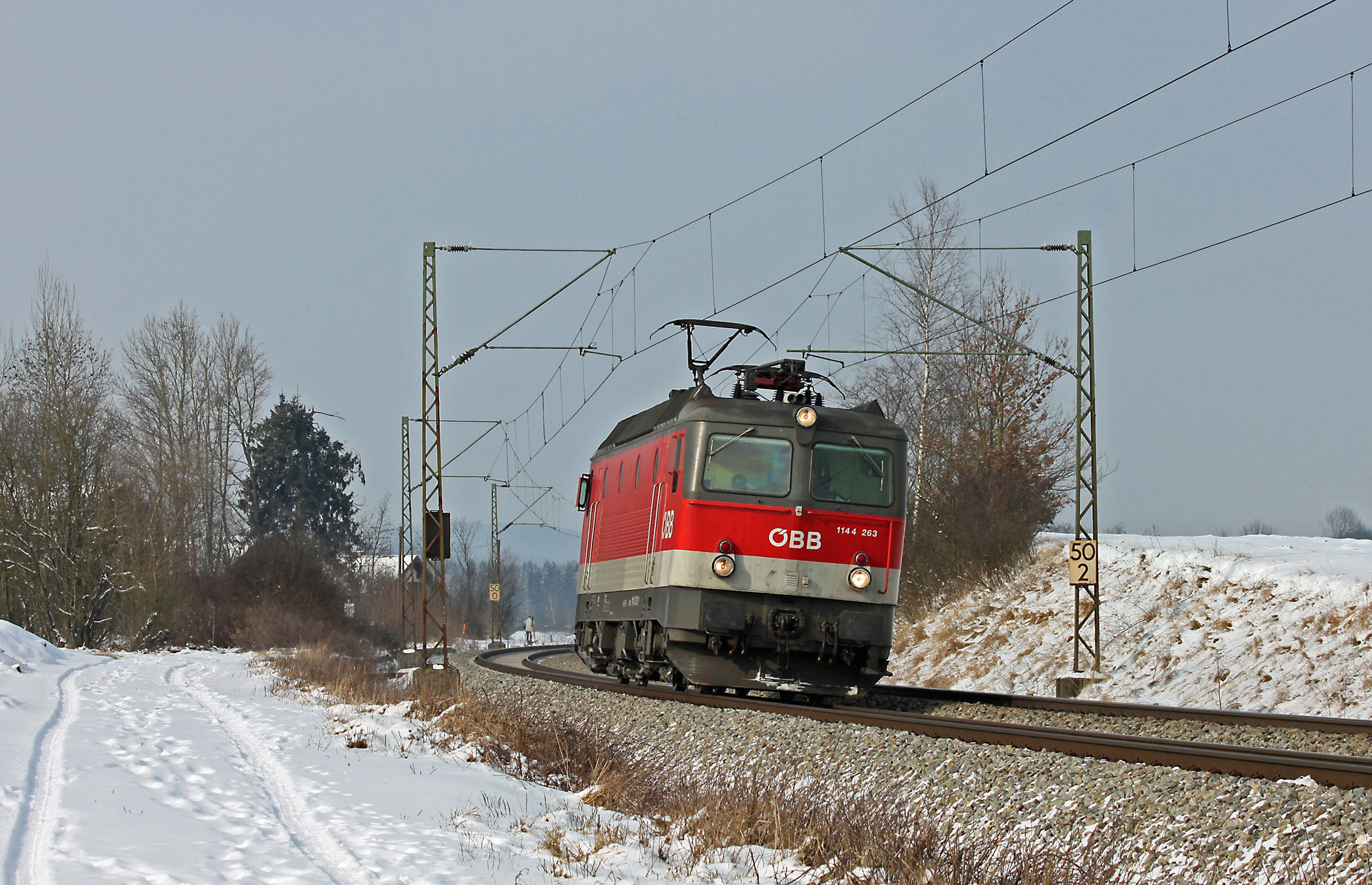
1144 263 bei Ostermünchen (Oberbayern)
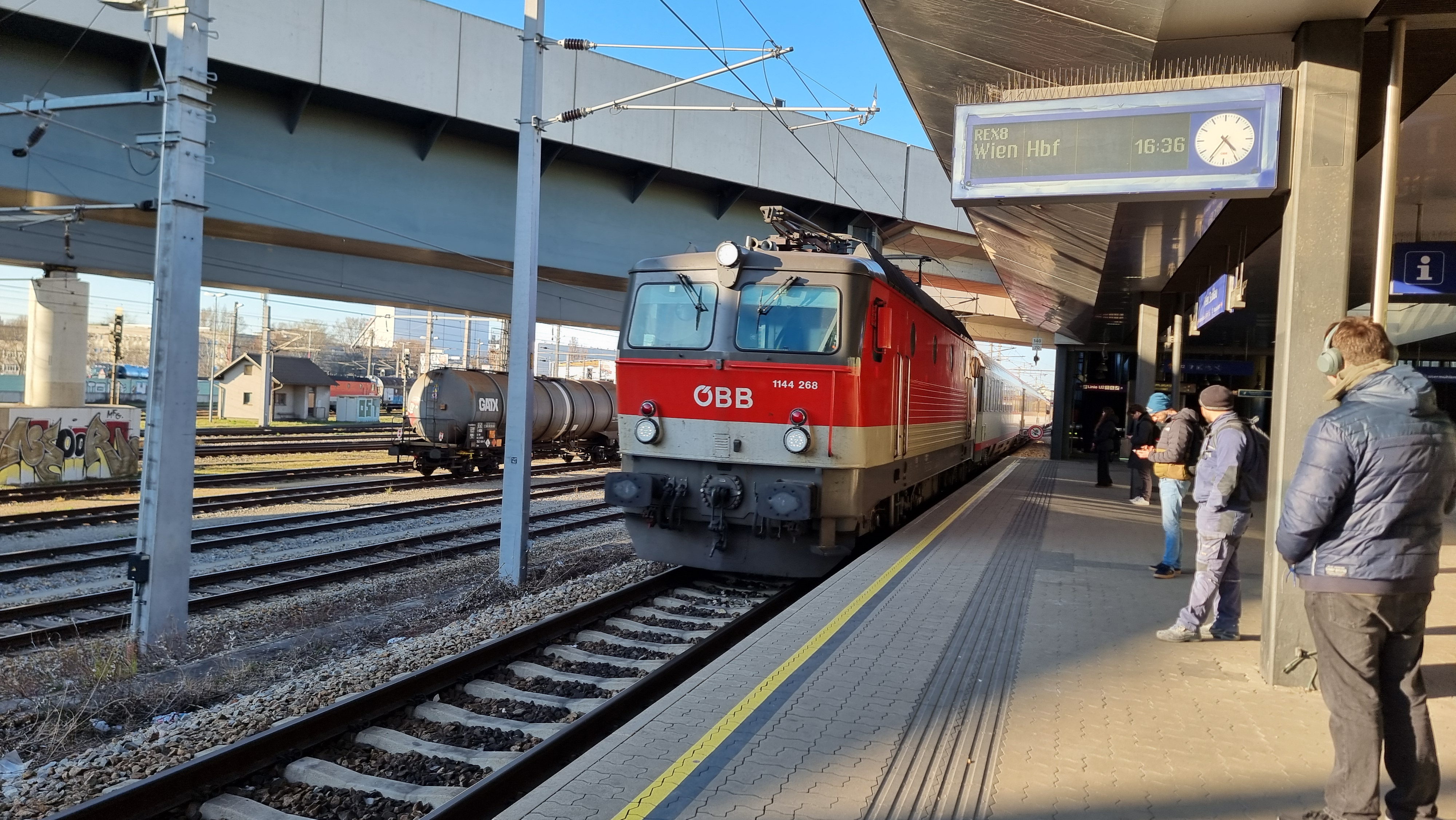
1144 268 bei der Ankunft im Bahnhof Wien Stadlau